# 손심심
손심심(孫深心 , 1963년 ~ )는 대한민국의 국악인 겸 가수이다.

## 학력
- 85-88 동아대학교 무용학과졸
- 10 부산대 국제사회지도자과정 수료
- 14 고려대 행정대학원 수료

87-현 민속예술학교울림터 회장
88-97 해군사관학교 국악강사
90-01 부산교원연수원 한국음악 강사
95-97 경남교원연수원 강사
93-97 농협창녕지도자교육원 강사
95-97 경북농협연수원 한국음악 강사
96-현 국가중요무형문화재18호 동래야류 전수교육조교
96-현 부산시지정무형문화재3호 동래학춤 이수자
06 부산국제차문화축제 예술총감독
10 부산대 국제사회지도자과정 수료
14 고려대 행정대학원 수료
문장원 명무를 은사로 양반춤 동래학춤 수학
고 양극수 명무께 동래할미춤 수학
고 한영숙 명무께 살풀이춤 승무 수학
이매방 명무께 살풀이춤 승무 수학
고 김수악 명무께 전통굿거리춤 살풀이 검무를 수학
고 하보경 명무께 밀양백중놀이 양반춤 범부춤 수학
고 김희상 명무께 두꺼비춤 수학
고 김동원 명무께 동래학춤 수학
작곡가 정풍송님께 대중음악론 수
00 강진청자문화제 홍보대사
01 밀양아리랑보존발전연구회 자문위원
01-02 부산아시아태평양 장애인체육대회 홍보대사
04-05 중기청 재래시장 홍보대사
05-10 부산광역시 기장군 홍보대사
08-09 함평나비곤충엑스포 홍보대사
08- 고신대학교병원 홍보대사
09-10 인천방문의해 홍보대사
10 KBS재능기부봉사단 단원
11 대명리조트 홍보대사
13 부울경 방문의해 명예대장
14 사천시 홍보대사
80 신라문화제 전통무용부문 학생부장원
88 동아국악콩쿨 전통무용부문 은상
95 부산문화회 문화상수상
07 한국한복조합 특별공로상 수상
07 대한민국 환경문화대상 국악부문수상
10 울산MBC창사42주년 공로상 수상
14 대한민국해병대484전우회 공로상 수상
16 국제언론인연합 글로벌브랜드대상 문화예술부문 수상
18 울산MBC창사50주년 공로상 수상
97 우리소리 우습게 보지말라- 도서출판 이론과실천
08 우리 둘이 – 도레미미디어
삼성인력개발원, 현대기아연수원, 포스코인재개발원 ,교보생명,인재개발원, 우림건설 등 기업체와 서울시청, 노동부, 행자부, 문화재청 등 관공서와 해외 한인회 등 사회단체와 교육기관에서 약 550여 차례 강연과 공연을 가짐
저서논문

## 음반
- 2020년 미리뽕

## 방송 출연
95-97 KBS부산 아침마당 패널
97 MBC 10시 임성훈입니다 우리소리 우습게 보지말라 12회 강연
98 KBS 김준호 손심심의 신바람인생 MC
01-02 KBS목포 전국국악경연대회 3시간 생중계 2회 MC
02-현 MBC-TV전국기행 MC
03 KBS전주 전주세계소리축제 특집 4시간 생방송 MC
03-05 KBS 6시 내고향 김준호 손심심의 고향노래방 MC
06 KBS전주 특집 전북을 하나로 군산 익산 전주 남원 MC
06 KBS전주 휴먼네트워크 아름다운 만남 MC
07 MBC 기분 좋은날 신년특집 부부아리랑4회 강연
07-08 KBS부산 세상발견 천지인 김준호손심심의 상징기행 진행
07-08 KBS TV쇼 진품명품 출장감정 MC
08-08 KBS부산 오아시스 인생백일장 MC
08-09 EBS 노노퀴즈 현장 MC
08-09 KBS여성공감 패널
09-09 KBS여성공감 김준호손심심의‘소리야 놀자’진행
10 2010 북스타트 전국대회 MC
10 남해유배문학관개관식 제1회서포김만중문학상 수상식MC
09-10 KBS WORLD 한네트워크 고정패널
09-12 MBC 달팽이 MC
12~현 국악방송 김준호손심심의 오락가락 MC